# I fuochi dell'ira
I fuochi dell'ira è un romanzo d'avventura di Wilbur Smith.

## Trama
Si tratta del seguito de Il potere della spada e narra le varie vicende che seguono al matrimonio di Michel Shasa Cournety (nipote di Garrik e Sean Courtney, protagonisti de Il destino del leone) con Tara Malcomess. 
Siamo nel periodo dell'apartheid. Nel 1952 Shasa, grazie anche al suo fratellastro Manfred De La Rey (figlio illegittimo di Centaine de Thiry, madre di Shasa) ha fatto carriera nel mondo della politica nel Partito Nazionale, mentre sua moglie Tara si è innamorata di Moses Gama, un rivoluzionario di sinistra dell'ANC in contrasto con il più diplomatico Nelson Mandela; Tara inoltre appoggia Moses nelle sue operazioni di terrorismo, tra cui quella di far esplodere una bomba all'interno del parlamento sudafricano. L'attentato fallisce, anche per il tentennamento finale di Tara che esita nel vedere il padre Blaine fra le possibili vittime. Moses viene così imprigionato e, per salvarsi la vita, denuncia gli altri membri dell'ANC, compreso Mandela.
Poco tempo dopo (1967) Jakobus Stander, figlio illegitimo di Manfred de la Rey e di Sarah Stander (come rivelato nel precedente Il potere della spada) fa esplodere una bomba in una stazione ferroviaria. Catturato e condannato a morte, Sarah chiede la grazia a Manfred che però, quando scopre che era stata Sarah a impedire con la sua delazione l'attentato a Jan Smuts, la nega.
Nel frattempo Shasa scopre che era stato Manfred ad assassinare anni prima il nonno Garrik Courtney durante il fallito attentato a Smuts e, in un gioco di ricatti reciproci, i due scoprono dalla madre Centaine di essere fratellastri, entrambi illegittimi perché nati al di fuori del matrimonio. Shasa comunque obbliga Manfred alle dimissioni per evitargli la denuncia.
Sullo sfondo del romanzo si delineano i caratteri diversi dei quattro figli di Shasa e Tara: Sean (protagonista del successivo L'ultima preda, Garrick, Michael e Isabella.

## Edizioni
- Wilbur Smith, I fuochi dell'ira, traduzione di Carlo Brera, collana TEA, Longanesi, 1988,  p. 704, ISBN 88-7819-139-6.

- Wilbur Smith, I fuochi dell'ira, traduzione di Carlo Brera, La Gaja scienza, Longanesi, 1988,  p. 704, ISBN 9788830408180.

- Wilbur Smith, I fuochi dell'ira, traduzione di Carlo Brera, Teadue, TEA, 1990,  p. 704, ISBN 9788878191396.

- Wilbur Smith, I fuochi dell'ira, traduzione di Carlo Brera, Best TEA Big, TEA, 2017,  p. 702, ISBN 9788850245338.

- Wilbur Smith, I fuochi dell'ira, traduzione di Carlo Brera, Best TEA Big, TEA, 1988,  p. 590, ISBN 9788850251162.

- Wilbur Smith, I fuochi dell'ira, traduzione di Sara Carrafini, HarperCollins, 28 gennaio 2021,  p. 544, ISBN 9788869058219.